# Artrofita
Il termine artrofita è riferito ad un corpo estraneo che penetra in un'articolazione, come un frammento di osso o cartilagine. Il termine deriva dal greco arthron che significa articolazione.

## Eziologia
Le cause sono soprattutto riferite ad eventi traumatici o all'evoluzione di alcune malattie.